# ディプロ
ディプロ（Diplo、本名：トーマス・ウェズリー・ペンツ（Thomas Wesley Pentz）、1979年11月10日 - ）は、アメリカ人のDJ、プロデューサー、テクノミュージシャン。
エレクトロクラッシュ〜ニューレイヴなど、2000年代後半の世界的ダンス・ムーヴメントにおける最重要プロデューサーの一翼として知られ、マドンナやビヨンセの作品に参加。これまで携わった多くの作品は軒並みそのムーヴメントを担うヒット作となってきた。

## 概要
2004年にデビュー・アルバム 『Florida』を発表。その後、精力的なDJ活動、ロウ・バジェットとのプロジェクトであるHollertronixとしての作品リリース、自身のレーベル「Mad Decent」の運営やリミックス/プロデュース・ワークを通じてクラブ・シーンに頭角を現す。
数多くのリミックス・ワークを手掛ける傍ら、世界中のフレッシュなビート・フォームを発掘、シーンにいち早く紹介し最先端トレンドとして発信する手腕に評価が高く、プロデューサーとしてもその才能を大いに発揮している。特に世界的となったM.I.A.との仕事が最も知られるところで、他にもこれまでにスパンク・ロック、サンティゴールド、ボンヂ・ド・ホレ、ブラカ・ソム・システマといった気鋭のアクトを見出し、世界的ブレイクに導いてきた。
2009年には人気ビート・クリエイターのスウィッチとの共同プロジェクト、メジャー・レイザーを始動させ、積極的なライヴ活動にも従事している。
メジャー・レイザーとディプロ2つの名義でフジロック・フェスティバル'09に出演。ブラカ・ソム・システマへのリレー出順となった深夜のレッドマーキー・レイブでは、DJシャドウからマイケル・ジャクソン、ダフト・パンクにプロディジーの楽曲までを動員したお祭りDJプレイで大いにフロアを盛り上げた。
2012年4月より、BBCラジオ1・1エクストラ（サイマル放送）のミックス・ショー『Diplo and Friends』のパーソナリティに就任。ディプロ自身は案内役として出演するが、不定期で彼自身のミックスもオンエアされる。
2015年10月25日、MTVヨーロッパ・ミュージック・アワードにて、ジャスティン・ビーバー、スクリレックス、ディプロの「Where Are Ü Now?」が、最優秀コラボレーション賞を受賞。

## エピソード
2024年2月の来日公演時にSNSを更新し、21歳のころ東京で生活した時のことについて投稿した。テンプル大学に通いつつ恵比寿でウェイターをして稼ぎ、初めて作ったデモをダブ・プレートに記録したと記している。

## ディスコグラフィ
スタジオアルバム
- Florida (2004)
- MMXX (2020)
- Diplo (2022)

コンピレーション・アルバム
- FabricLive.24 (2005)
- Decent Work for Decent Pay'(2009)
- Random White Dude Be Everywhere(2014)

EP
- Diplo Rhythm(2004)
- Revolution(2013)

シングル
- "Epistomology Suite" b/w "Summer's Gonna Hurt You" (2003)
- "Blow Your Head" (2008)
- "Hey" (2009) (with Laidback Luke)
- "Get Off" (2009) (with Blaqstarr)
- "U Don't Like Me" (2010) (with Lil Jon)
- "Express Yourself" (2012)